# Papa, maman, ma femme et moi
Papa, maman, ma femme et moi is een Franse film van Jean-Paul Le Chanois die werd uitgebracht in 1956.
Deze komedie is het succesrijke vervolg op Papa, maman, la Bonne et moi, een van de grootste kaskrakers uit 1954.

## Verhaal
Na hun huwelijksreis gaan Robert en Catherine bij Fernand en Gabrielle, Roberts ouders, inwonen in hun appartement in Montmartre. Robert beschikt immers niet over voldoende middelen om zelfstandig te gaan wonen met zijn tweetjes. Bovendien heerst er woningschaarste in het naoorlogse Frankrijk. Robert heeft ook een kamer nodig als kantoor voor zijn beginnende advocatenpraktijk. Roberts ouders doen hun best om het leefbaar te houden. 
Wanneer Catherine bevalt van een tweeling wordt de leefruimte echt krap. Wanneer Fernand met pensioen gaat, en vooral wanneer een tweede tweeling wordt geboren, wordt de situatie onhoudbaar. Tot overmaat van ramp blijft de carrière van advocaat van Robert in de startblokken steken. 
Ondanks veel goede wil lopen de spanningen hoog op en daarom beslissen Fernand en Gabrielle ten slotte om te verhuizen en zo hun kinderen en kleinkinderen meer ruimte te gunnen. 

## Rolverdeling
| Acteur             | Personage                                                       |
| ------------------ | --------------------------------------------------------------- |
| Robert Lamoureux   | Robert Langlois                                                 |
| Gaby Morlay        | Gabrielle Langlois, de moeder van Robert                        |
| Fernand Ledoux     | Fernand Langlois, de vader van Robert                           |
| Nicole Courcel     | Catherine Liseray                                               |
| Louis de Funès     | meneer Calomel, de buurman van de Langlois                      |
| Élina Labourdette  | marguerite, de bloemenverkoopster                               |
| Jean Tissier       | meneer Petitot, ex-advocaat en vastgoedadviseurvastgoedmakelaar |
| Robert Rollis      | léon 'alibi', de vriend van Robert                              |
| Renée Passeur      | de dame die het appartement bezoekt                             |
| Marcel Pérès       | de vastgoedmakelaar                                             |
| Sophie Mallet      | de conciërge van het appartementsgebouw                         |
| Luc Andrieux       | de verhuizer                                                    |
| Madeleine Barbulée | lerares aan het instituut Sainte-Beuve                          |
| Gabrielle Fontan   | de directrice van het instituut Sainte-Beuve                    |
| Bernard Musson     | meester Parambon, de deurwaarder                                |